# كامل البوهي
كامل عبد المجيد البوهي (28 ديسمبر 1924 - 23 أبريل 1985) هو إذاعي وأكاديمي مصري.

## حياته ونشأته
مواليد 28 ديسمبر 1924 في قرية جريس أشمون، محافظة المنوفية حصل علي ليسانس الآداب من جامعة القاهرة عام 1953، وحصل علي الدكتوراه من جامعة بلغراد. بدأ عمله مذيعًا بالإذاعة عام 1954 م، وهو أحد مؤسسي إذاعة القرآن الكريم عام 1964 م وثاني مدير لها بعد الأستاذ محمود حسن إسماعيل. قام بالتدريس بكلية الدراسات الإسلامية وكلية اللغة العربية والمعاهد العليا للخدمة الاجتماعية. قدم العديد من البرامج منها (رأي الدين – يا أمة الإسلام – القاموس الإسلامي - في روضة الرسول) وكما أعد وقدم للتليفزيون عددًا من البرامج من أهمها «في نور القرآن» – «الدين المعاملة» – «حديث الروح».

## مسيرته مع الإذاعة
في 29 مارس 1964 كانت البداية عبارة عن محطة تبث القرآن المرتل ولكنه بذل جهودا كبيرة لتطويرها، وفي عام 1975 قدم فكرة لتأسيس إذاعة القرآن الكريم، وكان أول مدير لها فأولاها رعايته وجهوده وأدخل البرامج المتنوعة التي تهم المسلمين في شئون دينهم ودنياهم ومنها «الدين المعاملة»، «ويا أمة القرآن»، «الموسوعة القرآنية»، «وفي روضة الرسول»، «والقاموس الإسلامي» وغيرها وما زال ما قدمه يفيد المسلمين والإذاعة ما زالت الملجأ لكل مسلم يبحث عن المعلومة الصحيحة للدين لأن ما قدمه د.البوهي من برامج استند الي الكتاب والسنة، كما أنه لم يبخل ببرامجه عن الإذاعات الأخرى فكان يقدم برنامج رأي الدين في إذاعة البرنامج العام.
في التليفزيون كان يقدم عدة برامج ويشارك في تقديمها مثل برنامج قرآن ربي والدين المعاملة وفي نور القرآن الكريم ورب زدني علما وحديث الروح.

## مؤلفاته
للدكتور البوهي عدة مؤلفات منها:
- دعوة إلى السعادة
- نحو إعلام إسلامي
- التربية الإسلامية بين النظرية والتطبيق
- قاموس عربي يوغسلافي «هو القاموس الوحيد للغة اليوغوسلافية حتي الآن.

كما ترجم عدة مؤلفات من اليوغسلافية إلي العربية منها كتاب عندما يكشف الكاتب اسرار مهنته.

## وفاته
توفي البوهي يوم الثلاثاء 23 أبريل 1985 تاركًا من خلفه علما ينتقع به، فكلما دوي صوت إذاعة القرآن الكريم من القاهرة تذكر المسلمون الدكتور البوهي. 